# Valentina D'Urbano
Valentina D'Urbano (Roma, 28 giugno 1985) è una scrittrice e illustratrice italiana.

## Biografia
Valentina D'Urbano è nata a Roma nel 1985, dove vive e lavora. Si è laureata allo IED in illustrazione e animazione multimediale.
Nel 2010 vince la prima edizione del torneo letterario IoScrittore organizzato dal Gruppo editoriale Mauri Spagnol. Il suo primo romanzo Il rumore dei tuoi passi, divenuto bestseller, viene pubblicato da Longanesi nel maggio 2012, e viene tradotto in Francia (con il titolo Le Bruit de tes pas) e in Germania. 
Nel settembre 2013 sempre per Longanesi pubblica Acquanera.
L'uscita del suo terzo romanzo, Quella vita che ci manca, ancora una volta per Longanesi, è avvenuta nell'ottobre 2014.
Parallelamente alla sua attività di scrittrice Valentina D'Urbano collabora come illustratrice per l'infanzia con diverse case editrici italiane e straniere. Nel 2015 ancora una volta con Longanesi viene pubblicato Alfredo. Nel 2016 esce Non aspettare la notte, mentre a Settembre 2018 esce sempre per Longanesi Isola di Neve. Nel 2021 pubblica per la prima volta con Mondadori, Tre gocce d'acqua. Nel 2024 esce il secondo romanzo per Mondadori: 
Figlia del temporale.

## Opere
- Il rumore dei tuoi passi, Longanesi, 2012
  - (FR)  Le bruit de tes pas, Philippe Rey, 2013
  - (DE)  Mit zwanzig hat man kein Kleid fur eine Beerdigung, DTV Deutscher Taschenbuch, 2014
- Acquanera, Longanesi, 2013
- Quella vita che ci manca, Longanesi, 2014
- Alfredo, Longanesi, 2015
- Non aspettare la notte, Longanesi, 2016
- Isola di neve, Longanesi, 2018
- Tre gocce d’acqua, Mondadori, 2021
- Figlia del temporale, Mondadori, 2024

## Riconoscimenti
Per Il rumore dei tuoi passi:
- Vincitore del torneo IoScrittore I edizione
- Vincitore Premio Città di Penne opera prima 2012
- Vincitore Premio Cultura Mediterranea 2012
- Segnalato per il Premio città di Cuneo XV edizione
- Finalista Premio Kihlgren opera prima 2012
- Finalista Premio Zocca Giovani 2013

Per Acquanera:
- Finalista Premio Fenice Europa 2014[2]
- Vincitrice Premio Stresa 2014[3]
- Finalista Premio Teresa Di Lascia 2014

Per Quella vita che ci manca:
- Vincitore del Premio Rapallo Carige per la donna scrittrice 2015.[4]